# Château Mugnier
Le château Mugnier est un château situé à Frasne-le-Château, en France.

## Localisation
Le château est situé sur la commune de Frasne-le-Château, dans le département français de la Haute-Saône.

## Historique
L'édifice est inscrit au titre des monuments historiques en 1996.